# Río Indio (Penonomé)
Río Indio è un comune (corregimiento) della Repubblica di Panama situato nel distretto di Penonomé, provincia di Coclé. Si estende su una superficie di 297,5 km² e conta una popolazione di 5.240 abitanti (censimento 2010).